# Ійа Накуаа
Ійа Накуаа (*1063 —1115) — політичний та військовий діяч міштеків у 1079—1115 роках, намагався утворити централізовану державу. Ім'я перекладається як «Восьмий Олень».

## Життєпис
Народився у 1063 році у місті Тілатонго. Був сином жерця і вождя П'ятого Крокодила «Сонячного дощу» і Дев'ятого Орла «Квітка какао», принцеси з Текамачалько. У 1079 році успадкував владу після смерті батька. Того ж року здійснив перший вдалий похід, приєднавши до підконтрольних земель к"раїну порослих травою пагорбів".
У подальшому заручився підтримкою міштеко-тольтецького володаря «Четвертий Ягуар» з Чолули, а також здобув прихильність впливового міштецького жрецтва, якому обіцяв активізувати храмове будівництво й надати більшого розмаху культовим церемоніям.
У 1099—1101 роках провів успішну воєнно-дипломатичну кампанію проти іншого претендента на загальноміштецьке домінування — міста-держави Божественний Вузол (Шипе-Вузол), розташованого на теуантепецькому узбережжі Тихого океану. Він рішуче втрутився в династичну сварку після смерті правителя держави Шіпе — «Одинадцятого Вітру». В результаті три сини й племінник померлого владики були принесені в жертву богам, а з їхньою сестрою Тринадцята Змія одружився, ставши законним володарем Шіпе-Вузла.
Наступним і найпотужнішим конкурентом Ійа Накуаа у боротьбі за загальноміштецьке домінування стала войовнича правителька міста-держави «Димна Гора», яку кодекси іменують Зміїною накидкою або за днем її народження — правителькою «Шість Мавпа». Втім Ійа Накуаа вдалося її перемогти у 1111 році.
Водночас Ійа Накуаа хитрістю і спритною політикою зумів підкорити загалом 94 міштецькі міста-держави. Він вбивав їх правителів їх разом із синами та одружуючися з їхніми вдовами і дочками. Було розширено владу на гірські, низинні та прибережні області міштеків. Фактично більшість Міштекії підкорювалося Ійа Накуаа. У своїй державі він почав формувати потужний централізований бюрократичний апарат імперського зразка.
Щоб підкреслити свій новий статус взяв собі нове ім'я — Тейусі Нана («Кіготь Оцелота»). За нез'ясованих обставин загинув його союзник Чотири Ягуари, що позначилося на успіхах Ійа Накуаа.
У 1115 році його військо зазнало поразки в битві, в результаті чого він втратив вплив. Вважається, що цим скористалися внутрішні вороги (при підтримці зовнішніх) — в результаті Ійа Накуаа було схоплено й принесено в жертву в його рідному місті.